# Maniobras de escapismo
Maniobras de escapismo es el cuarto álbum de estudio del grupo español de indie pop rock Love of Lesbian, y su primer álbum en español. Es también el primer álbum en contar con el guitarrista Julián Saldarriaga, quien ya ejercía de roadie y música contratado para la banda, como miembro oficial del grupo, debido a la necesidad de ahorrarse su sueldo fijo como músico y a que era el único de la formación que aún creía en el proyecto. Debido a los fracasos comerciales de sus álbumes anteriores, fue originalmente concebido como el último álbum del grupo; sin embargo, su éxito motivó a sus integrantes a seguir en la industria musical. Fue publicado en junio de 2005 por Naïve Records.

## Lista de canciones
Todas las letras escritas por Santi Balmes, excepto "Música de ascensores", que fue escrita por Balmes y Julián Saldarriaga, toda la música compuesta por Love of Lesbian (Balmes, Saldarriaga, Jordi Roig, Joan Ramón Planell y Oriol Banet) y Ricky Falkner. 
| N.º   | Título                                        | Duración |  |
| 1.    | «Carta a todas tus catástrofes»               | 2:53     |  |
| 2.    | «Maniobras de escapismo»                      | 3:03     |  |
| 3.    | «Domingo astromántico»                        | 4:26     |  |
| 4.    | «Mi personulidad»                             | 3:10     |  |
| 5.    | «Houston, tenemos un poema»                   | 3:59     |  |
| 6.    | «Mi primera combustión»                       | 2:24     |  |
| 7.    | «Música de ascensores»                        | 3:17     |  |
| 8.    | «Marlene, la vecina del Ártico»               | 3:00     |  |
| 9.    | «Los niños del mañana»                        | 1:11     |  |
| 10.   | «Me llaman Octubre»                           | 1:54     |  |
| 11.   | «Limusinas»                                   | 5:34     |  |
| 12.   | «Mon petit cabroin» (bonus track - 666 track) | 5:44     |  |
| 40:42 |                                               |          |  |

## Créditos
Créditos procedentes del libreto del álbum.
Love of Lesbian
- Santi Balmes - Voz, guitarra, teclados
- Julián Saldarriaga - Guitarra, secuenciadores, coros
- Jordi Roig - Guitarra
- Joan Ramón Planell - Bajo, sintetizador
- Oriol Bonet - Batería, programación

Otros músicos
- Ricky Falkner - Teclados (canciones 1-2, 5 y 8), guitarras (canciones 1-5 y 8-11), coros (canciones 1-5 y 9-11), bajo (canciones 3, 8 y 10-11), batería (canción 10), producción
- Floren Ferrer - Pianos (canciones 1 y 5), teclados (canciones 2, 4-5 y 8), grabación
- Santos Berrocal - Percusión (canciones 1-5 y 10-11), grabación
- Josep María Baldomà - Pianos (canciones 2-4, 8-9 y 11), hammond (canción 4), acordeón (canciones 10-11)
- María Asensio - Violín (canciones 3 y 9)

Personal
- Scott Hull - Masterizado
- Elsabeth - Diseño
- Uri Frías - Maquetación
- Xavi Puig - Fotos e ilustraciones (excepto fotos con lluvia de octubre)
- Raimon Fransoy - Fotos con lluvia de octubre
- Patricia - Management

## Recepción
Maniobras de escapismo recibió críticas muy positivas por parte de los críticos de música profesionales. Octavio Botana de Mondosonoro elogió el álbum como una "nueva vuelta de tuerca evolutiva en el devenir [...] del quinteto catalán más melódico de los últimos años" y describiendo sus temas como "sabias maniobras pentatónicas para ahuyentar fantasmas de todo tipo y condición"; los editores de Mondosonoro también nombraron al disco el cuarto mejor álbum español de 2005. Los editores de LaFonoteca también elogiaron al disco, con una valoración de cuatro estrellas sobre cinco, describiendo sus letras como "trabajadas y con mayor llegada".